# Mateusz Polaczyk
Mateusz Polaczyk, född den 22 januari 1988 i Limanowa, Polen, är en polsk kanotist.
Han tog VM-silver i K-1 lag i slalom 2013 i Prag.